# Majmuni Novog svijeta
Majmuni Novog svijeta (Platyrrhini), nazvani još i širokonosci, čine jedan djelomični podred primata. Zajedno s majmunima Starog svijeta i Tarsiiformesima čine podred primata Haplorrhini, nazvan još i "suhonosci".
Pored ljudi, ova grupa su jedini primati koji žive na području američkog kontinenta. Područje koje nastanjuju se proteže od južnih dijelova Meksika sve do sjevernih područja Argentine. Na Karibima je živjelo više vrsta koje su sve izumrle. Nazvani su Xenotrochini. 
Za razliku od majmuna Starog svijeta, nosnice ovih majmuna okrenute su ustranu, pa otuda i naziv "širokonosci". Veličinom se međusobno jako razlikuju, od samo 100 grama teškog Cebuella pygmaea do više od 10 kg teških urlikavaca.
Majmuni Novog svijeta su svi stanovnici drveća, a uz jedinu iznimku članova porodice noćnih majmuna svi su dnevne životinje. Mnoge vrste imaju duge repove koji su prilagođeni hvatanju za grane, pa se te vrste njim koriste kao petim ekstremitetom (porodica majmuna hvataša).
Gledajući povijesni razvoj ovih majmuna, oni su sestrinski takson taksonu majmuna Starog svijeta, najstariji nalaz (Branisella) je poznat iz oligocena. Pretpostavlja se, da su preci ovih životinja prešli Atlantik plivajući na naplavnom drveću. 
Majmuni Novog svijeta se dijele na pet porodica:
- Callitrichidae, pandžaši i spadaju u manje primate.
- Cebidae, kapucini
- Aotidae, noćni majmuni su jedini noćni majmuni iz grupe "suhonosaca".
- Atelidae, hvataši koje obilježava rep prilagođen hvatanju za grane. U tu porodicu se ubrajaju i urlikavci.
- Pitheciidae, sakiji su obilježeni kratkim repom.
- Mjesto izumrlih karipskih majmuna nije potpuno razjašnjeno, no uglavnom ih se smatra dijelom porodice sakija.